# Batthyány–Geist-kastély
A Kondoroshoz közeli Geisztcsákó Batthyány–Geist-kastélya Ybl Miklós és Pollack Ágoston tervei alapján épült 1850 körül. Itt volt jószágigazgató haláláig Petőfi István.

## Története
A vadászkastélyt Batthyány László rendelte meg Pollack Ágostontól 1844-ben. Feltehetően 1848-ban ültette el a Batthyány-fát Batthyány Lajos miniszterelnök. 1851-ben itt alakult meg az ország első vadásztársasága, ekkor bocsátotta Batthyány a társaság rendelkezésére a kétszintes kastélyt. 1858-tól a Geist család bérelte a területet. Ez idő tájt épült fel a kápolna Ybl tervei szerint, valamint ekkor vette fel Geist III. Gáspár (1817. szeptember 21.–1872. ?. ?.) gazdatiszti pozícióba Petőfi Istvánt. A csákói birtok 1871-ben forrt össze végleg Geisték nevével. Geist Gáspár előbb megvette a Batthyány családtól Nagycsákót (ma Kondoros külterülete), majd Kiscsákóból is felvásárolt egy nagyobb területet (itt épült fel a Geist-kastély). Apja halála után Geist Gyula kapta örökségül Nagycsákót. 
A második világháború alatt Geisték távoztak a birtokról, a kastély üresen maradt. Az államosítás után iskola és termelőszövetkezeti központ működött az épületben. A rendszerváltás után az új tulajdonos nem foglalkozott vele, a műemléképület állapota jelentősen leromlott. 1993-ban vásárolta fel a néhai vadászkastélyt a kondorosi önkormányzat, 2003-ban pedig a kertet is. 2015-ben rekonstruálták az egykori díszkertet, illetve rendbe hozták a kastélyparkot, új tetőt kapott a központi épület is. Ekkor felmerült, hogy a Nemzeti Kastélyprogram keretén belül felújítják a kastélyt is, erre azonban még nem került sor. 2020-ra azonban elkészült a kápolna felújítása, amelyet a Geist-család egyik leszármazottja, Patay Géza jelenlétében avattak fel újra.

## Leírása

### A kastély
A kastély klasszicista stílusban épült Pollack Ágoston tervei alapján. Geist Gáspár építtette át Ybl Miklóssal romantikus stílusúvá 1864 1865 között. 
H alakú épület, egyik szárnya emeletes öntöttvasoszlopos loggiával, a másik szárny oromzata svájci faoszlopos. Több gazdasági épület megmaradt, díszítésük elmarad a kastélyétól, homlokzataik színe megegyezik.

### A kápolna
A kastélytól nyugatra álló, különálló kápolna 1864-ben épült fel Ybl Miklós tervei szerint neoreneszánsz stílusban. Bejáratánál két oszlopon timpanon nyugszik. A négyzet alaprajzú épület alatt családi kripta található. Tetejét kupola fedi, tetőzetének sarkain kődíszek láthatóak. A kupola tetején vaskereszt nyugszik.
- A kastély különálló (Jézus Szíve) kápolnája
- A kastélykert részlete
- Petőfi István, a birtok igazgatója 1858–1880